# 攝論宗
攝論宗，又称攝論学派、法性宗，漢傳佛教流派之一，屬於瑜伽行唯識學派。该宗源起於真諦三藏，因為奉無著《攝大乘論》為根本論書，故被稱為攝論宗。後被法相宗所吸收。

## 歷史
546年，真諦譯出《攝大乘論》三卷，成為攝論宗的開始。

## 教義
攝論宗主張諸法的根本為阿梨耶識。當阿梨耶識的清淨本性出現，即是第九識阿摩羅識。